# Юнацька збірна Таджикистану з футболу (U-17)
Юнацька збірна Таджикистану з футболу (U-17) — національна футбольна збірна Таджикистану, що складається із гравців віком до 17 років. Керівництво командою здійснює Федерація футболу Таджикистану.
Головним континентальним турніром для команди є Юнацький кубок Азії, який з 2008 року розігрується серед команд з віковим обмеженням до 16 років, і успішний виступ на якому дозволяє отримати путівку на Чемпіонат світу (U-17). Також може брати участь у товариських і регіональних змаганнях, зокрема у Юнацькому чемпіонаті ФАЦА, юнацькій першості серед країн, що входять до Футбольної асоціації Центральної Азії.

## Виступи на міжнародних турнірах

### Чемпіонат світу (U-17)
| Статистика чемпіонатів світу (U-17) | Статистика чемпіонатів світу (U-17) | Статистика чемпіонатів світу (U-17) | Статистика чемпіонатів світу (U-17) | Статистика чемпіонатів світу (U-17) | Статистика чемпіонатів світу (U-17) | Статистика чемпіонатів світу (U-17) | Статистика чемпіонатів світу (U-17) | Статистика чемпіонатів світу (U-17) |
| Рік                                 | Раунд                               | І                                   | В                                   | Н                                   | П                                   | Г+                                  | Г-                                  |                                     |
| ----------------------------------- | ----------------------------------- | ----------------------------------- | ----------------------------------- | ----------------------------------- | ----------------------------------- | ----------------------------------- | ----------------------------------- | ----------------------------------- |
| 1985                                | була частиною СРСР                  | була частиною СРСР                  | була частиною СРСР                  | була частиною СРСР                  | була частиною СРСР                  | була частиною СРСР                  | була частиною СРСР                  |                                     |
| 1987                                | була частиною СРСР                  | була частиною СРСР                  | була частиною СРСР                  | була частиною СРСР                  | була частиною СРСР                  | була частиною СРСР                  | була частиною СРСР                  |                                     |
| 1989                                | була частиною СРСР                  | була частиною СРСР                  | була частиною СРСР                  | була частиною СРСР                  | була частиною СРСР                  | була частиною СРСР                  | була частиною СРСР                  |                                     |
| 1991                                | була частиною СРСР                  | була частиною СРСР                  | була частиною СРСР                  | була частиною СРСР                  | була частиною СРСР                  | була частиною СРСР                  | була частиною СРСР                  |                                     |
| 1993                                | відмовилися від участі              | відмовилися від участі              | відмовилися від участі              | відмовилися від участі              | відмовилися від участі              | відмовилися від участі              | відмовилися від участі              |                                     |
| 1995                                | відмовилися від участі              | відмовилися від участі              | відмовилися від участі              | відмовилися від участі              | відмовилися від участі              | відмовилися від участі              | відмовилися від участі              |                                     |
| 1997                                | відмовилися від участі              | відмовилися від участі              | відмовилися від участі              | відмовилися від участі              | відмовилися від участі              | відмовилися від участі              | відмовилися від участі              |                                     |
| 1999                                | не кваліфікувалася                  | не кваліфікувалася                  | не кваліфікувалася                  | не кваліфікувалася                  | не кваліфікувалася                  | не кваліфікувалася                  | не кваліфікувалася                  |                                     |
| 2001                                | не кваліфікувалася                  | не кваліфікувалася                  | не кваліфікувалася                  | не кваліфікувалася                  | не кваліфікувалася                  | не кваліфікувалася                  | не кваліфікувалася                  |                                     |
| 2003                                | не кваліфікувалася                  | не кваліфікувалася                  | не кваліфікувалася                  | не кваліфікувалася                  | не кваліфікувалася                  | не кваліфікувалася                  | не кваліфікувалася                  |                                     |
| 2005                                | не кваліфікувалася                  | не кваліфікувалася                  | не кваліфікувалася                  | не кваліфікувалася                  | не кваліфікувалася                  | не кваліфікувалася                  | не кваліфікувалася                  |                                     |
| 2007                                | 1/8 фіналу                          | 4                                   | 1                                   | 1                                   | 2                                   | 5                                   | 6                                   |                                     |
| 2009                                | не кваліфікувалася                  | не кваліфікувалася                  | не кваліфікувалася                  | не кваліфікувалася                  | не кваліфікувалася                  | не кваліфікувалася                  | не кваліфікувалася                  |                                     |
| 2011                                | не кваліфікувалася                  | не кваліфікувалася                  | не кваліфікувалася                  | не кваліфікувалася                  | не кваліфікувалася                  | не кваліфікувалася                  | не кваліфікувалася                  |                                     |
| 2013                                | не кваліфікувалася                  | не кваліфікувалася                  | не кваліфікувалася                  | не кваліфікувалася                  | не кваліфікувалася                  | не кваліфікувалася                  | не кваліфікувалася                  |                                     |
| 2015                                | не кваліфікувалася                  | не кваліфікувалася                  | не кваліфікувалася                  | не кваліфікувалася                  | не кваліфікувалася                  | не кваліфікувалася                  | не кваліфікувалася                  |                                     |
| 2017                                | не кваліфікувалася                  | не кваліфікувалася                  | не кваліфікувалася                  | не кваліфікувалася                  | не кваліфікувалася                  | не кваліфікувалася                  | не кваліфікувалася                  |                                     |
| 2019                                | груповий етап                       | 3                                   | 1                                   | 0                                   | 2                                   | 3                                   | 8                                   |                                     |
| 2021                                | не визначено                        | не визначено                        | не визначено                        | не визначено                        | не визначено                        | не визначено                        | не визначено                        |                                     |
| Усього                              | 2/19                                | 7                                   | 2                                   | 1                                   | 4                                   | 8                                   | 14                                  |                                     |

### Юнацький кубок Азії з футболу
| Юнацький кубок Азії | Юнацький кубок Азії     | Юнацький кубок Азії     | Юнацький кубок Азії     | Юнацький кубок Азії     | Юнацький кубок Азії     | Юнацький кубок Азії     | Юнацький кубок Азії     | Юнацький кубок Азії |
| Рік                 | Раунд                   | P                       | В                       | Н                       | П                       | Г+                      | Г-                      |                     |
| ------------------- | ----------------------- | ----------------------- | ----------------------- | ----------------------- | ----------------------- | ----------------------- | ----------------------- | ------------------- |
| 1985                | була частиною СРСР      | була частиною СРСР      | була частиною СРСР      | була частиною СРСР      | була частиною СРСР      | була частиною СРСР      | була частиною СРСР      |                     |
| 1986                | була частиною СРСР      | була частиною СРСР      | була частиною СРСР      | була частиною СРСР      | була частиною СРСР      | була частиною СРСР      | була частиною СРСР      |                     |
| 1988                | була частиною СРСР      | була частиною СРСР      | була частиною СРСР      | була частиною СРСР      | була частиною СРСР      | була частиною СРСР      | була частиною СРСР      |                     |
| 1990                | була частиною СРСР      | була частиною СРСР      | була частиною СРСР      | була частиною СРСР      | була частиною СРСР      | була частиною СРСР      | була частиною СРСР      |                     |
| 1992                | відмовилися від участі  | відмовилися від участі  | відмовилися від участі  | відмовилися від участі  | відмовилися від участі  | відмовилися від участі  | відмовилися від участі  |                     |
| 1994                | відмовилися від участі  | відмовилися від участі  | відмовилися від участі  | відмовилися від участі  | відмовилися від участі  | відмовилися від участі  | відмовилися від участі  |                     |
| 1996                | відмовилися від участі  | відмовилися від участі  | відмовилися від участі  | відмовилися від участі  | відмовилися від участі  | відмовилися від участі  | відмовилися від участі  |                     |
| 1998                | не кваліфікувалася      | не кваліфікувалася      | не кваліфікувалася      | не кваліфікувалася      | не кваліфікувалася      | не кваліфікувалася      | не кваліфікувалася      |                     |
| 2000                | не кваліфікувалася      | не кваліфікувалася      | не кваліфікувалася      | не кваліфікувалася      | не кваліфікувалася      | не кваліфікувалася      | не кваліфікувалася      |                     |
| 2002                | відсторонена від участі | відсторонена від участі | відсторонена від участі | відсторонена від участі | відсторонена від участі | відсторонена від участі | відсторонена від участі |                     |
| 2004                | не кваліфікувалася      | не кваліфікувалася      | не кваліфікувалася      | не кваліфікувалася      | не кваліфікувалася      | не кваліфікувалася      | не кваліфікувалася      |                     |
| 2006                | третє місце             | 6                       | 4                       | 1                       | 1                       | 11                      | 10                      |                     |
| 2008                | не кваліфікувалася      | не кваліфікувалася      | не кваліфікувалася      | не кваліфікувалася      | не кваліфікувалася      | не кваліфікувалася      | не кваліфікувалася      |                     |
| 2010                | груповий етап           | 3                       | 0                       | 1                       | 2                       | 3                       | 13                      |                     |
| 2012                | не кваліфікувалася      | не кваліфікувалася      | не кваліфікувалася      | не кваліфікувалася      | не кваліфікувалася      | не кваліфікувалася      | не кваліфікувалася      |                     |
| 2014                | не кваліфікувалася      | не кваліфікувалася      | не кваліфікувалася      | не кваліфікувалася      | не кваліфікувалася      | не кваліфікувалася      | не кваліфікувалася      |                     |
| 2016                | не кваліфікувалася      | не кваліфікувалася      | не кваліфікувалася      | не кваліфікувалася      | не кваліфікувалася      | не кваліфікувалася      | не кваліфікувалася      |                     |
| 2018                | віце-чемпіон            | 6                       | 1                       | 3                       | 2                       | 6                       | 10                      |                     |
| 2020                | кваліфікувалася         | кваліфікувалася         | кваліфікувалася         | кваліфікувалася         | кваліфікувалася         | кваліфікувалася         | кваліфікувалася         |                     |
| Усього              | 4/19                    | 15                      | 5                       | 5                       | 5                       | 20                      | 33                      |                     |